# Charles Dumont (architecte)
 (janvier 2020).
Pour les articles homonymes, voir Charles Dumont et Dumont.
Charles Dumont, né 20 août 1931 à Liège et mort à Boncelles le 25 juin 1992, est un architecte belge. 
Issu d'une famille modeste, il deviendra en 1956 architecte après avoir fait ses études à l'Académie Royale des Beaux-Arts de Liège. Il s'associera à Claude Strebelle au sein de l'atelier d'architecture du Sart Tilman où il sera responsable de plusieurs projets pour l'université. Son travail sera récompensé par de nombreux prix. Il n'a pas un style proprement dit Charles Dumont.

## Biographie

### Vie et carrière architecturale
Charles Dumont est élevé dans un milieu modeste, il reçoit une éducation basée sur la dignité et de rigueur. Il devient un homme passionné, très cultivé, aimant peindre, faire du vélo et du yoga. Il s'oriente dans un premier temps vers des études de dessin industriel, qu'il achève brillamment mais n'ayant pas assouvi son besoin de création, il entame des études d'architecture, son père décédera lors de sa troisième année
« Il se révolte contre une société bien-pensante prônant l'avoir au lieu de l'être ».
Il découvre Élie Faure, son ouvrage L'esprit des formes est une révélation. Des architectes comme Alvar Aalto, Jacques Dupuis ou encore le poète architecte Albert Bontridder le sensibilisent à l'élégance raffinée exprimée par les formes et les espaces de leurs maisons. À la suite de ses études il doit faire son service militaire où il refuse le grade d'officier.
En 1957, il débute dans la vie professionnelle en collaborant quelques mois avec l'architecte Jean Distèche, ils mèneront quatre programmes de logement. Ensuite Charles Dumont trouve un emploi au bureau d'architecture Servais. En tant que jeune architecte il ne travaille que sur des petits projets, plans de diverses transformations, aménagement et extensions mineures à de petites maisons de banlieue liégeoise. Entre 1959 et 1961 plusieurs maisons unifamiliales voient aussi le jour. Le point d'orgue de cette période, qui sera d'ailleurs reconnue plus tard par la revue La Maison, est la maison de Georges Celen à Alleur, où se ressentent clairement des affinités avec Jacques Dupuis.
Au début 1960, il entre au bureau De Giovanni, où il rencontre Andrée Rossilion qui deviendra son épouse 13 ans plus tard.
Il fait alors la rencontre d'André Moreau, dessinateur et surveillant de chantier. Il va pouvoir lui faire rencontrer des architectes, tout en participant lui-même activement à l'élaboration des dossiers et au suivi des chantiers. Grâce à André Moreau, Charles Dumont récolte quelques projets dans une période où il est en manque de commandes personnelles.
Charles Dumont quitte le bureau De Giovanni pour le bureau Poskin-Bonhomme. En parallèle, il poursuit ses projets personnels, avec les maisons Crahay à Spa, Sacré à Seraing et Lambotte à Chaudfontaine, ainsi que l'a montré Albert Bontridder  qui témoigne de l'admiration qu'il porte au travail de Jacques Dupuis.
En 1967, il rencontre Claude Strebelle, c'est une nouvelle étape dans sa vie professionnelle. « D'abord en tant que collaborateur, puis associé, il va s'investir sans compter dans une structure d'atelier qui dépasse sa seule compétence, et apprendre à mettre en commun son énergie sur des projets qui impliquent une équipe, puis à accueillir de nouveaux membres dans cette équipe en mouvement, à leur inculquer les valeurs qu'il a vu s'épanouir dans la pratique de son métier, et qu'il défendra toujours. Il existe une grande complicité entre eux, même si chacun possède son propre langage architectural. Ils collaborent ensemble d'abord pour la station océanographique de Calvi en Corse, ensuite pour l'atelier d'architecture du Sart Tilman en 1984, dont il sera jusqu'à sa mort l'administrateur délégué.
Pour France Borel, il construit une maison sur mesure, en suivant ses desiderata mais en réinventant un espace sculptural et lumineux sur une surface limitée.
Pour Michelyne Dejace, il imagine une étonnante maison construite sur un quart de cercle avec une façade aveugle de tuiles côté rue, et une large ouverture sur les arbres du jardin.
« La maison Lambotte est un bel exemple de son art : une maison blanche tout en rondeur, les murs qui ouvrent l'entrée sont les cuisses de l'habitat», disait-il. « Dans ses maisons, il y a de la poésie, de la spiritualité et de la modestie. Il pratiquait le zen, une manière d'arriver mieux à l'essentiel et pour un architecte, c'est donner un bonheur à vivre. ».

### Style architectural
Il n'existe pas à proprement parler de style propre à Charles Dumont. Souvent, on sent son admiration pour Jacques Dupuis. Mais il est avant tout à l'écoute des gens et s'adapte à leurs demandes, aux terrains, aux budgets. Chaque maison qu'il réalise possède une forme bien définie, réfléchie. Elle doit avoir une origine spirituelle ou fonctionnelle. Les volumes entre les espaces intérieurs et extérieurs sont importants. De même pour les captations de la lumière, les matériaux, les couleurs. L'art fait également partie intégrante de ses bâtiments, par des lignes de couleurs du peintre Vasarely, des peintures qu'il réalise lui-même, la composition de certains sols ou encore par une sculpture réalisée par Vincent Strebelle pour terminer une cheminée.
Charles Dumont décline les préoccupations suivantes : l'aspect biologique de l'architecture, la couche sociale pour laquelle travaille l'architecte, l'élément spirituel et poétique dont se nourrit inconsciemment l'habitant, la perception sentimentale du monde, la contribution à la volonté de libération de l'homme...
« Une conviction se forge. La maison Destrument, entre autres, témoigne de cette volonté d'introduire l'architecture où on ne l'attendait pas.».
« Charles Dumont réalise sur d'étroites parcelles à Angleur, l'admirable petite maison Dubois, puis à Alleur la minuscule maison Schoovaerts, qui vont lui apporter un peu de reconnaissance, en particulier le prix de l'Institut national du Logement, décerné en 1964 à la maison Dubois.»

### Quelques dates importantes
- 20 août 1931 : Naissance à Liège
- 1956 : Diplômé de l'Institut supérieur d'Architecture de la Ville de Liège (Académie Royale des Beaux-Arts de Liège)
- 1956 à 1957 : Service militaire
- 1957 à 1958 : Collaborateur indépendant au bureau de l'architecte Servais
- 1958 à 1961 : Collaborateur indépendant au bureau de l'architecte De Giovanni
- 1961 à 1967 : Collaborateur indépendant au bureau de l'architecte Poskin-Bonhomme
- 1967 à 1984 : Collaborateur principal de l'architecte Claude Strebelle
- 13 octobre 1975 : Mariage avec Andrée Rossillion
- 1 décembre 1984 : Fondateur avec Claude Strebelle de l'Atelier du Sart Tilman
- 1984 à 1992 : Administrateur délégué de la s.a. Atelier du Sart Tilman
- 25 juin 1992 : Décès

Il meurt le 25 juin 1992 à Boncelles et y inhumé.

## Les modèles
L'époque ouvrait deux pistes d'exploration à son désir d'architecture : celle du modernisme des années 20, la recherche de l'essentiel ; puis il y avait la génération suivante qui souhaitait briser le carcan d'une pensée trop sure d'elle-même, férue d'automatismes et de solutions toutes faites.
Charles Dumont choisit la deuxième en s'inspirant de Jacques Dupuis, architecte belge  né à Quaregnon le 24 décembre 1914 et mort à Mons le 17 janvier 1984, considéré par beaucoup comme l'un des architectes les plus originaux de l'après-guerre, il réalisa des logements collectifs, des églises, des écoles, des centres sociaux, des infrastructures sportives et des maisons unifamiliales. Il a notamment réalisé la façade du pavillon d'entrée de l'Expo '58 à Bruxelles,  l'habitation-atelier du peintre Gustave Camus à Mons (vers 1962).
Charles Dumont s'interroge et regarde autour de lui. Il s'intéresse entre autres aux architectes nordiques : Alvar Aalto, Arne Jacobsen et d'autres, qui cherchaient à échapper aux dogmatismes des modernistes purs et durs, du Bauhaus et des C.I.A.M., pour retrouver une inspiration plus proche de la vérité des matériaux et des âmes.
En 1967 il rencontre Claude Strebelle (né à Bruxelles le 2 novembre 1917 et mort à Liège le 16 novembre 2010 (à 93 ans), architecte et urbaniste belge, diplômé de l'Académie royale des beaux-arts de Bruxelles en 1941. Installé à Tilff, en région liégeoise, il est le fondateur de l'atelier du Sart-Tilman, un important bureau d'architecture. Les deux hommes se lient d'amitié, ils travailleront ensemble sur le projet de la Station de Recherches sous-marines et océanographiques (Stareso) de l'Université de Liège à Calvi, en Corse et remportent le prix de la truelle d'argent en 1974.
Ils fondent l'Atelier d'Architecture du Sart Tilman, pour poursuivre avec une énergie renouvelée la réalisation du nouveau campus de l'Université. En couplant son destin professionnel à un confrère de seize ans son ainé, Charles Dumont, issu d'un milieu proche de la pensée socialiste, se retrouve confronté à l'univers raffiné et hyper-civilisé de la famille Strebelle.

### Réalisations avec Claude Strebelle
- Amphithéâtres de Chimie (Galerie des Arts), 1979.
- Extension de l'Institut de Chimie, 1977-1979.
- Institut de Psychologie et Sciences de l'éducation, 1982.
- Station de recherches sous-marines et océanographiques de l'université de Liège à Calvi en Corse, 1971 (Prix de la commission royale des monuments et sites en 1973).

## Approche de l'entrée des bâtiments de Charles Dumont: signe et symbole
Sa philosophie oppose les notions de l'avoir et de l'être. La manière dont il traite l'entrée de la maison illustre cette confrontation entre la valeur de possession et l'intimité de la présence à soi, considérée comme un droit. Dans cet ordre d'idées, il arrive à l'architecte d'enlever à la porte d'entrée la dignité représentative, son statut de symbole. « On ne doit jamais entrer dans une maison mais s'y glisser » dit-il. Il va même plus loin : dans sa propre maison, l'accès se trouve dans le fond du carport, dans l'ombre, dissimulé, mystérieux, et s'ouvre sur un espace étriqué, perpendiculaire par rapport à la façade, dépourvu de tout prestige.

## Distinctions
- Prix Univerbel (durant ses études).
- Prix de l'Industrie du Marbre (durant ses études).
- Prix de l'Institut national du logement (1964, pour la maison Dubois).
- Truelle d'argent de la Commission royale des Monuments et Sites (1973, pour la Station de Recherches sous-marines et océanographique à Calvi, en collaboration avec Claude Strebelle).
- Prix de l'architecture Robert Maskens (1973, pour la maison Pochet).
- Prix de Groupement national de l'Industrie de la Terre cuite (1984, pour la maison Nguyen, en collaboration avec Jean Genotte).

## Inventaire des maisons privées
- Maison Distèche, Ass. J.Distèche, Grivegnée, 1958.
- Maison Hubin, Ass. J.Distèche, Chênée, 1958.
- Maison de week-end Kessen, Ass. J.Distèche, Fraipont, 1958-1959.
- Maison Maka, Ass. J.Distèche, Angleur, 1958.
- Maison Jadot, Tilff, 1959.
- Maison Hallet, Alleur, 1959-1960.
- Maison de week-end Schammelout, Sougné-Remouchamps, 1960.
- Maison Gillard, Grivegné, 1960.
- Maison de week-end Leroy, Burnontige (Ferrières), 1960.
- Maison Galand, Ivoz-Ramet, 1961.
- Maison Celen, Alleur, 1961-1962.
- Maison de week-end Lecloux, Marcourt, 1962.
- Maison Fouarge, Scry, 1962.
- Maison Baillen (projet non réalisé), Hody (Anthisnes), 1962.
- Maisons Grosjean, Lepièce et Sépul, Saint-Séverin, 1962.
- Maison Delrée (projet non réalisé), Scry, 1962.
- Maison Destrument, Dinant, 1963-1964.
- Maison Dubois, Angleur, 1962-1963.
- Maison Crahay, Spa, 1964.
- Maison Sacré, Seraing, 1964-1965.
- Maison Jolet, Vottem, 1964-1965.
- Maison Schoovaerts, Alleur, 1964-1965.
- Maison Henrion (projet non réalisé), Lantin, 1966.
- Maison Bastin, Saint-Nicolas, 1966-1967.
- Maison Lejeune, Angleur, 1967.
- Maison Kuborn (projet non réalisé), Martelange, 1966.
- Maison Wilmart, Seraing, 1967-1968.
- Maison de week-end (projet non réalisé), Burnontige (Ferrières), 1968.
- Maison Lambotte, Chaudfontaine, 1967.
- Maison Culot, Esneux, 1968.on Van de Cle
- Maison Meelsberg, Seraing, 1969-1970.
- Maison Moons, Flémalle, 1970.
- Maison Pochet, Flémalle, 1970-1972.
- Maison Celen, Alleur, 1972.
- Maison Skowronski, Montegnée, 1972.
- Maison Dumont, Boncelles, 1973.
- Maison Van de Clee, banlieue liégeoise, 1974-1975.
- Maison Lesage (projet non réalisé), Londerzeel, 1974.
- Maison Delvaux, Ougrée, 1977.
- Maison Duhin, Ougrée, 1975.
- Maison Raison, Jusseret (Vaux-sur-Sure), 1974-76.
- Maison Mestré, Seraing, 1975.
- Maison Delwaide (projet non réalisé), Grivegnée, 1976.
- Maison Dusoulier (projet non réalisé), Herve, 1978.
- Maison Lambion, Rouvreux (Sprimont), 1976-1977.
- Maison Bucci, Housse, 1978.
- Maison Frenkiel, Villers-le-Temple, 1978.
- Maison Rossillion, Tilff 1977-1978.
- Maison Nguyen, Tilff, 1981-1982.
- Double maison Géron et Hurlet, Tilff, 1980-1982.
- Maison Marcourt, Tilff, 1985-1986.
- Maison Dejace, Tilff, 1988.
- Maison Corhay, Saive, 1988.
- Maison Borel, Paris, 1991-1992.